# バノフィーパイ

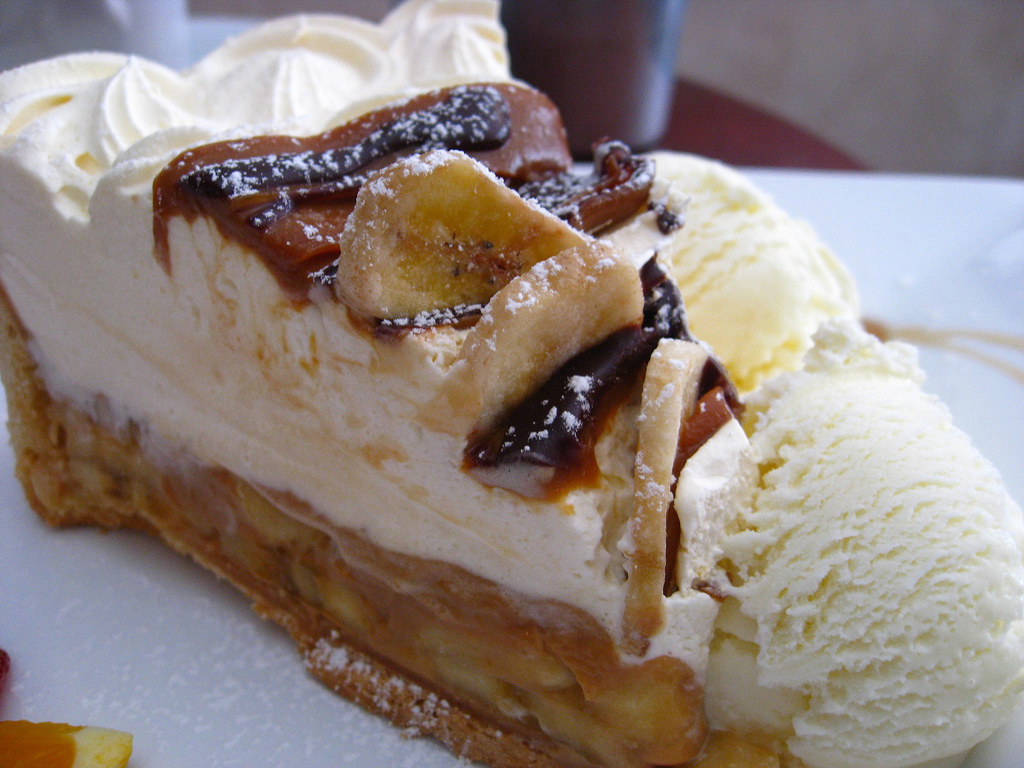
バノフィーパイ

バノフィーパイ（Banoffee pie/Banoffi pie）とは、イギリス菓子のパイである。
バナナ、クリーム、コンデンスミルクで作るトフィーを使い、ショートクラスト・ペイストリー（練り込んだパイ生地）か
砕いたビスケットを土台に使う。チョコレートかコーヒーソース、あるいは両方を使うレシピもある。オリジナルのレシピはコーヒーをわずかに入れて風味を加えていたが、手間を省くために削ったチョコレートが使われることもある。
菓子の名前に含まれる「バノフィー」は「バナナ（banana）」と「トフィー（toffee）」を組み合わせたかばん語であるが、"banoffi"と綴られることもある。菓子の考案者の一人であるナイジェル・マッケンジーは"Banoffi pie"を正式な名称にするよう主張し、
彼が経営していたレストランのメニューでも"banoffi"の綴りが用いられていた。しかし、今では"banoffee"の綴りが定着している。"Banoffee"という単語は英語に加わり、バナナとトフィー両方の味や匂いがする食品や製品を述べるのに使われる。

## 歴史
イースト・サセックスのジェヴィントンのレストラン「ハングリー・モンク」のオーナーとシェフのナイジェル・マッケンジー、イアン・ダウディングが、
バノフィーパイの考案者だと主張している。シェフ修行を経て「ハングリー・モンク」で働くことになったダウディングは、ブルームス・コーヒー・トフィーパイ（Blum’s Coffee Toffee Pie）というアメリカの菓子のレシピの改良を試みた。トフィーの扱いに慣れたイアンの妹ジェーンを加えて3人は菓子の発明に熱中し、リンゴやマンダリンオレンジのトッピングなど様々なアイデアが出された末、マッケンジーはバナナを使うことを提案した。当初バノフィーパイは限定デザートとして出されたが、注文が相次いだためにレストランの名物料理として定着する。
1974年に『ハングリー・モンクの深遠な秘密（The Deeper Secrets of the Hungry Monk）』にレシピが掲載され、1997年に『天国のごときハングリー・モンクの料理（cookbook In Heaven with The Hungry Monk』に転載された。イギリスの元首相マーガレット・サッチャーも、このパイを好んでいた。
1984年に多くのスーパーマーケットがバノフィーパイをアメリカン・パイとして販売し始めると、アメリカのシェフもバノフィーパイはアメリカ生まれの菓子であると言い立てるようになった。マッケンジーは『ハングリー・モンクの深遠な秘密』の刊行より前に書かれたバノフィーパイのレシピを示した者には10,000ポンドの賞金を出すと宣言する。マッケンジーの言い分に対応で切る証拠が見つからなかったためにハングリー・モンクの主張は認められ、レストランに発祥の地を記念する飾りがつけられた。
このレシピは世界中の他の多くのレストランでも取り入れられている。ビスケットを砕いた土台を使うパイのレシピは、ネスレのコンデンスミルクの缶に印刷されている。